# Satterprisen
Satterprisen, fulde navn Ruth Lyttle Satter Matematikprisen, er en pris i matematik, tildelt hvert andet år af American Mathematical Society til kvindelige matematikere for deres fremragende bidrag til matematik indenfor de sidste seks år frem til året, hvor prisen uddeles.
Prisen er oprettet af Ruth Lyttle Satter-fonden.

## Modtagere
Modtagerne af Ruth Lyttle Satterprisen i matematik og begrundelse for tildelingen er som følger: 
Blandt andre, de seneste modtagere: 
- 2009: Laure Saint-Raymond for hendes grundlæggende arbejde med hydrodynamiske grænser for Boltzmann-ligningen i den kinetiske gasteori.
- 2011: Amie Wilkinson for hendes bemærkselsesværdige bidrag til ergodisk teori af delvis hyperbolske dynamiske systemer.
- 2013: Maryam Mirzakhani for hendes dybdegående bidrag til teorien af modulrum i |Riemann overflader.
- 2015: Hee Oh for hendes grundlæggende bidrag til dynamik af homogene rum, diskrete undergrupper af Lie grupper og anvendelser i talteori.